# Borsodense flórajárás
A Borsodense flórajárás az Északi-középhegységet felölelő Matricum flóravidék legnagyobb területű flórajárása. Magyarországi területét két tájegységre osztjuk:
- Bükk-vidék,
- Borsodi-dombság:
  - a Sajótól keletre az Aggteleki-karsztig (Tornense flórajárás);
  - a Sajótól nyugatra a Hevesi-dombságig (Agriense flórajárás);
  - maga a Sajó völgye a Borsodi szénmedencével.

## Földtana, természetföldrajza
A Bükk-vidék fennsíki részein zömmel mészköveket találunk a felszínen, közöttük pedig nagy területen agyagpalát. A fennsíkoknak köszönhetően a Bükk Magyarország leginkább hegyvidéki jellegű tájegysége, és ez növényzetén is jól látható – ezt jelzik a névadó bükkösök is. A hegység nyugati oldalán bázikus és ultrabázikus felszíni és mélységi magmás kőzetek (bazalt, diabáz, gabbró, wehrlit) bukkannak a felszínre (titán-ércesedés nyomaival). Az északi oldalon változatos üledékes rétegek fekszenek egymáson, délen, a Bükkalján pedig a fiatal, törmelékes üledékek közt (jelenleg is művelt) lignittelepes összletet és több riolittufa szintet is találunk.
A Borsodi-dombság zömmel fiatal törmelékes üledékes kőzetekből áll.

## Növényzete
A domborzat és a földtani felépítés erőteljes különbözőségeinek eredményeként a Borsodense hazánk legváltozatosabb flóravidéke.

### Bükk
1. A karsztfennsíkokon:
- A montán bükkösökben (Aconito-Fagetum):
  - kárpáti sisakvirág (Aconitum moldavicum) – kárpáti flóraelem;
  - karcsú sisakvirág (Aconitum variegatum),
  - bérci rózsa (Rosa pendulina),
  - havasi ribiszke (Ribes alpinum),
  - fehér acsalapu (Petasites albus),
  - sugárkankalin (Primula elatior),
  - örvös salamonpecsét (Polygonatum verticillatum).
- A hegyi réteken:
  - aranyzab (Trisetum flavescens),
  - veres csenkesz (Festuca rubra),
- A hegyi legelőkön:
  - szőrfű (Nardus stricta),
  - hegyi tárnicska (Gentianella austriaca),
  - csinos tárnicska (Gentianella livonica)
  - szártalan bábakalács (Carlina acaulis).

2. A mészkőszirteken, sziklás gerinceken:
- A hárs-kőris sziklai sztyepperdőkben:
  - mérges sás (Carex brevicollis),
  - Waldstein-pimpó (Waldsteinia geoides).
- Extrém termőhely a bennszülött magyar nyúlfarkfüves sziklai bükkös (Seslerio hungaricae-Fagetum) és a magyar nyúlfarkfüves tölgyes (Seslerio-Quercetum virgilianae),

3. A meredek északi mészkő- és dolomitlejtőkön:
- A sziklai bükkösökben:
  - havasi iszalag (Clematis alpina),
  - győzedelmes hagyma (Allium victorialis).
- Extrém termőhely a bennszülött dolomittölgyes (Cirsio pannonici-Quercetum pubescentis) és a hársas-berkenyés reliktum sziklai cserjés (Tilio-Sorbetum).

4. A plató oldalába bevágódó, mély szurdokvölgyekben:
A szurdokerdőkben (Scolopendrio-Fraxinetum) sok a
- kárpáti, illetve magashegységi flóraelem:
  - karcsú sisakvirág (Aconitum gracile),
  - győzedelmes hagyma (Allium victorialis),
  - hármaslevelű macskagyökér (Valeriana tripteris),
  - havasi iszalag (Clematis alpina),
  - sárga ibolya (Viola biflora),
  - havasi ikravirág (Arabis alpina).

5. A déli lejtőkön:
- A cseres-tölgyesekben:
  - magyar tölgy (Quercus farnetto) – Kácsfürdő környékén,
- Molyhos tölgyesek.
- Karszt-bokorerdők.
- A mészkő sziklagyepeken és lejtősztyeppeken:
  - tátrai hölgymál (Hieracium bupleuroides ssp. tatrae) – kárpáti flóraelem,
  - hegyi kőtörőfű (Saxifraga adscendens),
  - magyar nyúlfarkfű (Sesleria hungarica),
  - magyarföldi husáng (Ferula sadleriana) – endemikus faj,
  - szirti pereszlény (Calamintha thymifolia) – harmadkori reliktum faj,
  - zöldes kígyókapor (Silaum peucedanoides)
- A szilikát sziklagyepeken és lejtősztyeppeken (Szarvaskő környékén):
  - északi szirtipáfrány (Woodsia ilvensis),
  - magyar kőhúr (Minuartia frutescens) – kárpáti flóraelem.

## Borsodi-dombság
A tájegység érdekes élőhelyei a
- tőzegmohás átmeneti lápok (Egerbakta, Kelemér, Sirok környékén.) Jellemző növényeik:
  - szőrös nyír (Betula pubescens),
  - hüvelyes gyapjúsás (Eriophorum vaginatum),
  - vékony gyapjúsás (Eriophorum gracile),
  - fürtös lizinka (Lysimachia thyrsiflora) – már kihalt!
  - tarajos pajzsika (Dryopteris cristata),
  - kereklevelű harmatfű (Drosera rotundifolia),
  - tőzegmoha (Sphagnum ssp.).